# George Gascoigne
George Gascoigne (Cardington, 1535 – Barnack, 7 ottobre 1577) è stato un poeta britannico.

## Biografia
Nacque in una famiglia nobile, figlio di Sir John Gascoigne, seguì una carriera di studi al Trinity College di Cambridge. Si iscrisse alla facoltà di giurisprudenza, non riuscendo però a laurearsi. Condusse una vita avventurosa, ricca di alti e bassi, durante la quale svolse vari mestieri, dal politico al soldato di fortuna. 
Nel 1548 venne arrestato e imprigionato, ma dopo aver riacquistato la libertà, riuscì a farsi eleggere al Parlamento inglese negli anni che vanno dal 1557 al 1559.
Diseredato, sposò nel 1568 una vedova, ma fu comunque costretto a rifugiarsi in Olanda per i suoi numerosi debiti, tornando a Londra solo nel 1575.
Se la critica letteraria non lo ritiene, generalmente, un genio assoluto, è concorde però ad indicarlo come un importante precursore: Si distinse infatti per alcune mirabili traduzioni, per aver introdotto in Inghilterra la commedia in prosa con l'opera The supposes, un riadattamento de I suppositi dell'Ariosto (1566), per Jocasta (1573), una semi traduzione della Giocasta del Lodovico Dolce già riduzione delle Fenicie di Euripide, con la quale lanciò sul suolo britannico la tragedia classica, oltreché per la realizzazione del primo racconto in prosa incentrato su una tematica contemporanea, intitolato The Adventures of Master F. (1573), e infine per il primo trattato inglese occupatosi di composizioni in versi.

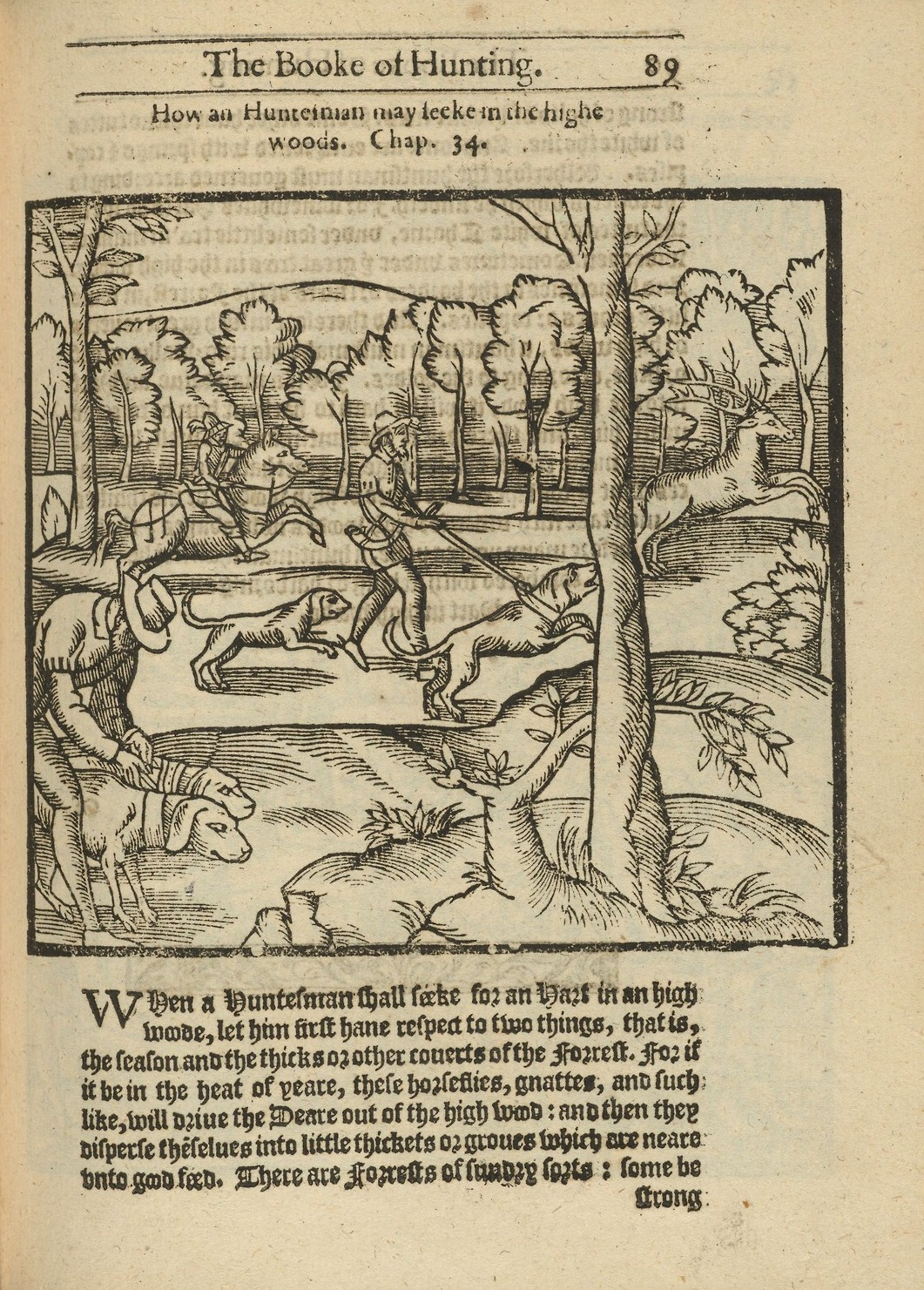
Edizione del 1611 del The Noble Art of Venerie or Hunting, tradotta da Gascoigne

In un periodo successivo, che si può definire della maturità artistica, l'autore scrisse diverse importanti satire in versi imperniate sull'argomento del pentimento, tra le quali si possono annoverare The Glasse of Government (Lo specchio del comportamento, 1575) e The Steele Glas (Lo specchio d'acciaio, 1576), reputate come i primi esempi inglesi di questo genere letterario.
Il volume The Poesies of George Gascoigne Esquire del 1575 accluse alcuni lavori già inseriti due anni prima in una raccolta comprendente opere di vari autori, intitolata A hundred Sunfry Flowers bounde up in one small Posie (Cento diversi fiori legati insieme in un solo mazzetto, 1573), oltre alla presenza di scritti inediti, come il racconto autobiografico Don Bartholomew of Bathe e il poemetto Dulce Bellum Inexpertis, basato sulle conoscenze dirette ricavate da Gascoigne durante la Guerra d'Olanda tra il 1572 e il 1575.
Se con l'opera The Princely Pleasures of Kenelwoth (I principeschi diletti di Kenelworth, 1576), Gascoigne indossò ancora una volta i panni del pioniere, le trattazioni morali pubblicate nel 1576 si caratterizzarono per le allitterazioni già presenti nei titoli come evidenziano A delicate Diet for daintie mouthed Droonkards (Dieta delicata per beoni dal gusto raffinato) e The Droome of Doomsday (Il tamburo del Giudizio).
Si rivelarono pienamente riuscite le raccolte poetiche come The Lullaby of a Lover (Ninna nanna di un amatore), basata sulla rievocazione dell'età giovanile, dei desideri materiali, delle tentazioni d'amore.